# (9896) 1996 BL17
(9896) 1996 BL17 est un astéroïde de la ceinture principale de 4,729 km de diamètre découvert en 1996.

## Description
(9896) 1996 BL17 a été découvert le 22 janvier 1996 à Socorro dans le comté de Socorro, au Nouveau-Mexique (États-Unis), par l'Experimental Test Site du Laboratoire Lincoln.

### Caractéristiques orbitales
L'orbite de cet astéroïde est caractérisée par un demi-grand axe de 2,25 UA, un périhélie de 2,04 UA, une excentricité de 0,09 et une inclinaison de 6,44° par rapport à l'écliptique. Du fait de ces caractéristiques, à savoir un demi-grand axe compris entre 2 et 3,2 UA et un périhélie supérieur à 1,666 UA, il est classé, selon la JPL Small-Body Database, comme objet de la ceinture principale d'astéroïdes.

### Caractéristiques physiques
(9896) 1996 BL17 a une magnitude absolue (H) de 13,4 et un albédo estimé à 0,198, ce qui permet de calculer un diamètre de 4,729 km. Ces résultats ont été obtenus grâce aux observations du Wide-Field Infrared Survey Explorer (WISE), un télescope spatial américain mis en orbite en 2009 et observant l'ensemble du ciel dans l'infrarouge, et publiés en 2014 dans un article présentant les résultats concernant 2 835 astéroïdes de la ceinture principale.